# ロイド・ニール
ロイド・ニール (Lloyd Neal, 1950年12月10日 - ) は、アメリカ合衆国の元プロバスケットボール選手。身長201cm、体重102kg。ポジションはパワーフォワード。1977年ポートランド・トレイルブレイザーズ優勝メンバー。

## 経歴
テネシー州立大学出身のニールは、1972年のNBAドラフト全体31位でポートランド・トレイルブレイザーズに入団した。1年目から平均13.4得点11.8リバウンドの好成績を残してオールルーキー1stチームに選出された。4年目の1975-76シーズンにキャリアハイとなる平均15.5得点を記録した。翌1976-77シーズン、ビル・ウォルトンやモーリス・ルーカスを擁したブレイザーズは49勝をあげ、プレーオフ初進出で初優勝という快挙を成し遂げた。ニールはファイナル全6試合に出場してシリーズ平均6.7得点6.0リバウンドを記録した。
ニールは1978-79シーズン序盤に膝を負傷して戦線離脱し、そのまま現役を引退した。NBAでの成績は、435試合の出場で通算4,846得点3,370リバウンド（平均11.1得点7.7リバウンド）であった。ブレイザーズで記録した通算3,370リバウンドは球団史上9位の数字である。引退から間もない1979年、ニールの背番号『36』がブレイザーズの永久欠番に指定された。
引退後、ニールは大学に入り直して1980年に修了した。1985年からポートランドのIRS職員として働いている。